# Scrubs〜恋のお騒がせ病棟
『scrubs〜恋のお騒がせ病棟』（スクラブス こいのおさわがせびょうとう、Scrubs）はアメリカ合衆国のコメディドラマ。2001年10月2日にNBCで初回放送がなされたこのドラマは、エミー賞及びピーボディ賞を受賞した。
制作はビル・ローレンスとTouchstone Televisionこと ABCスタジオ。
この番組はティーチング・ホスピタルであるセイクレッド・ハート医大付属病院のスタッフの生活を描いており、早口の会話やスラップスティック要素、主人公である医師J.D.の白昼夢などに多くみられる超現実主義的で的確な描写などが本編中に出てくる。タイトルのスクラブスは、手術着と、新しいことや経験したことのない物事を表すスラングをかけたものである。
第7シーズンは2007年10月25日から放送された

2007年12月6日から2008年4月10日までは脚本家のストライキで新作の放送がなかった。
2008年5月8日は、NBCでの放送を終え、2009年1月6日にはABCに移転した。
最終シーズンとなるABCでの放送シーズンのフィナーレは2009年5月6日にABCで放送するとのこと。シリーズフィナーレである"My Finale"には登場人物の世話になった患者や多くのゲストが再登場し、J.D.の兄弟であるダンなどと言った多くのゲストがいずれのパートにも登場する。また、用務員の本名もこの話で明かされる予定である。
なお、ドラマ中の聴診器はMDF Instruments社のBlackOutなどを使用している。このドラマの日本放送をきっかけに、日本でもMDF Instruments社の聴診器が人気となった。

## 登場人物
ジョン・"J.D."・ドリアン (John Michael "J.D." Dorian)
演：ザック・ブラフ
主人公およびナレーターである研修医。
エリオット・リード
演：サラ・チョーク
J.D.の友人である研修医。
ターク
演：ドナルド・フェイソン
J.D.の親友である研修医。
用務員
演：ニール・フリン
ボブ・ケルソー
演：ケン・ジェンキンス
セイクレッド・ハート医大付属病院医局長。患者のことよりも病院の利益のことを考えている。
ペリー・コックス
演：ジョン・C・マッギンリー
J.D.らの指導医。
カーラ・エスピノサ
演：ジュディ・レイエス
病院の看護師長。
フランクリン
演：マシ・オカ

## サブタイトル

### 第1シーズン
第1話 「 僕のインターン第1日目 (MY FIRST DAY) 」
第2話 「 僕の指導医 ( MY MENTOR) 」
第3話 「 僕の親友を取らないで (MY BEST FRIEND'S MISTAKE) 」
第4話 「 僕のステキなおばあさん ( MY OLD LADY) 」
第5話 「 僕の選択 (MY TWO DADS) 」
第6話 「 僕の失敗 (MY BAD) 」
第7話 「 僕のうぬぼれ (MY SUPER EGO) 」
第8話 「 僕の救出劇 (MY FIFTEEN MINUTES) 」
第9話 「 僕の休暇 (MY DAY OFF) 」
第10話 「 僕のニックネーム (MY NICKNAME) 」
第11話 「 僕の神様 (MY OWN PERSONAL JESUS) 」
第12話 「 僕のブラインドデート (MY BLIND DATE) 」
第13話 「 僕のバランス (MY BALANCING ACT) 」
第14話 「 僕の依存症の友達 (MY DRUG BUDDY) 」
第15話 「 僕の恋の行方 (MY BED BANTER AND BEYOND) 」
第16話 「 僕の破局 (MY HEAVY MEDDLE) 」
第17話 「 僕の生徒 (MY STUDENT) 」
第18話 「 僕のタスカルーサの心 (MY TUSCALOOSA HEART) 」
第19話 「 僕の父親 (MY OLD MAN) 」
第20話 「 僕の競争心 (MY WAY OR THE HIGHWAY) 」
第21話 「 僕の恐怖心 (MY SACRIFICIAL CLAM) 」
第22話 「 僕の直感 (MY OCCURRENCE) 」
第23話 「 僕のヒーロー (MY HERO) 」
第24話 「 僕のインターン最終日 (MY LAST DAY) 」

### 第2シーズン
第1話 「 僕の焦り (My Overkill) 」
第2話 「 僕のナイチンゲール (My Nightingale) 」
第3話 「 僕の症例報告 (My Case Study) 」
第4話 「 僕のおしゃべり (My Big Mouth) 」
第5話 「 僕の白衣 (My New Coat) 」
第6話 「 僕の兄貴 (My Big Brother) 」
第7話 「 僕の最初の一歩 (My First Step) 」
第8話 「 僕のフルーツカップ (My Fruit Cups) 」
第9話 「 僕のツキ (My Lucky Day) 」
第10話 「 僕のモンスター (My Monster) 」
第11話 「 僕のセフレ (My Sex Buddy) 」
第12話 「 僕の大事な友達 (My New Old Friend) 」
第13話 「 僕の哲学 (My Philosophy) 」
第14話 「 僕の親友の兄貴 (My Brother, My Keeper) 」
第15話 「 彼の物語 (His Story) 」
第16話 「 僕のカルマ (My Karma) 」
第17話 「 僕の開業医 (My Own Private Practice Guy) 」
第18話 「 僕の T.C.W. (My T.C.W.) 」
第19話 「 僕の王国 (My Kingdom) 」
第20話 「 僕の解釈 (My Interpretation) 」
第21話 「 僕のドラマクイーン (My Drama Queen) 」
第22話 「 僕の夢の仕事 (My Dream Job) 」